# Taphozous kapalgensis
Taphozous kapalgensis is een zeldzame vleermuis uit het geslacht Taphozous.

## Kenmerken
De rugvacht is midbruin, de buikvacht geelbruin, met een brede witte streep op de flanken. De kop-romplengte bedraagt 69 tot 74 mm, de voorarmlengte 59 tot 63 mm, de oorlengte 16 tot 18 mm en het gewicht 26 g.

## Verspreiding
Deze soort komt voor in het noorden van Arnhemland (Noordelijk Territorium). Het dier slaapt in boomholtes en eet vliegende insecten. Deze soort foerageert boven vegetatie of water in grasland of moerassen.